# Wojskowa Akademia Obrony Radiologicznej, Przeciwchemicznej i Biologicznej
Wojskowa Akademia Obrony Radiologicznej, Przeciwchemicznej i Biologicznej im. marszałka Związku Radzieckiego S.K. Timoszenki (m. Kostroma), ros.: Военная академия радиационной, химической и биологической защиты имени Маршала Советского Союза С.К.Тимошенко (г. Кострома) – rosyjska wyższa szkoła wojskowa typu akademickiego w Kostromie, przygotowująca specjalistów dla wojsk obrony radiologicznej, przeciwchemicznej i biologicznej oraz innych rodzajów wojsk, jak również formacji zmilitaryzowanych Rosji. Patronem uczelni jest marszałek Związku Radzieckiego Siemion Timoszenko, dowódca z okresu II wojny światowej.
Akademia powstała jako Wojskowa Akademia Chemiczna Armii Czerwonej na bazie Wojskowego Wydziału Chemicznego Wojskowej Akademii Technicznej Armii Czerwonej i 2 Moskiewskiego Instytutu Technologii Chemicznej w 1932 roku. Akademią dowodzi gen. mjr Igor Jemieljanow (2021).